# Čejetice
Čejetice (en allemand : Tschejetitz) est une commune du district de Strakonice, dans la région de Bohême-du-Sud, en République tchèque. Sa population s'élevait à 922 habitants en 2020.

## Géographie
Čejetice se trouve à 9 km à l'est de Strakonice, à 46 km au nord-ouest de České Budějovice et à 97 km au sud-sud-ouest de Prague.
La commune est limitée par Štěkeň et Kestřany au nord, par Ražice à l'est, par Drahonice, Cehnice et Jinín au sud et par Nebřehovice et Strakonice à l'ouest.

## Histoire
La première mention écrite de la localité date de 1289.

## Galerie

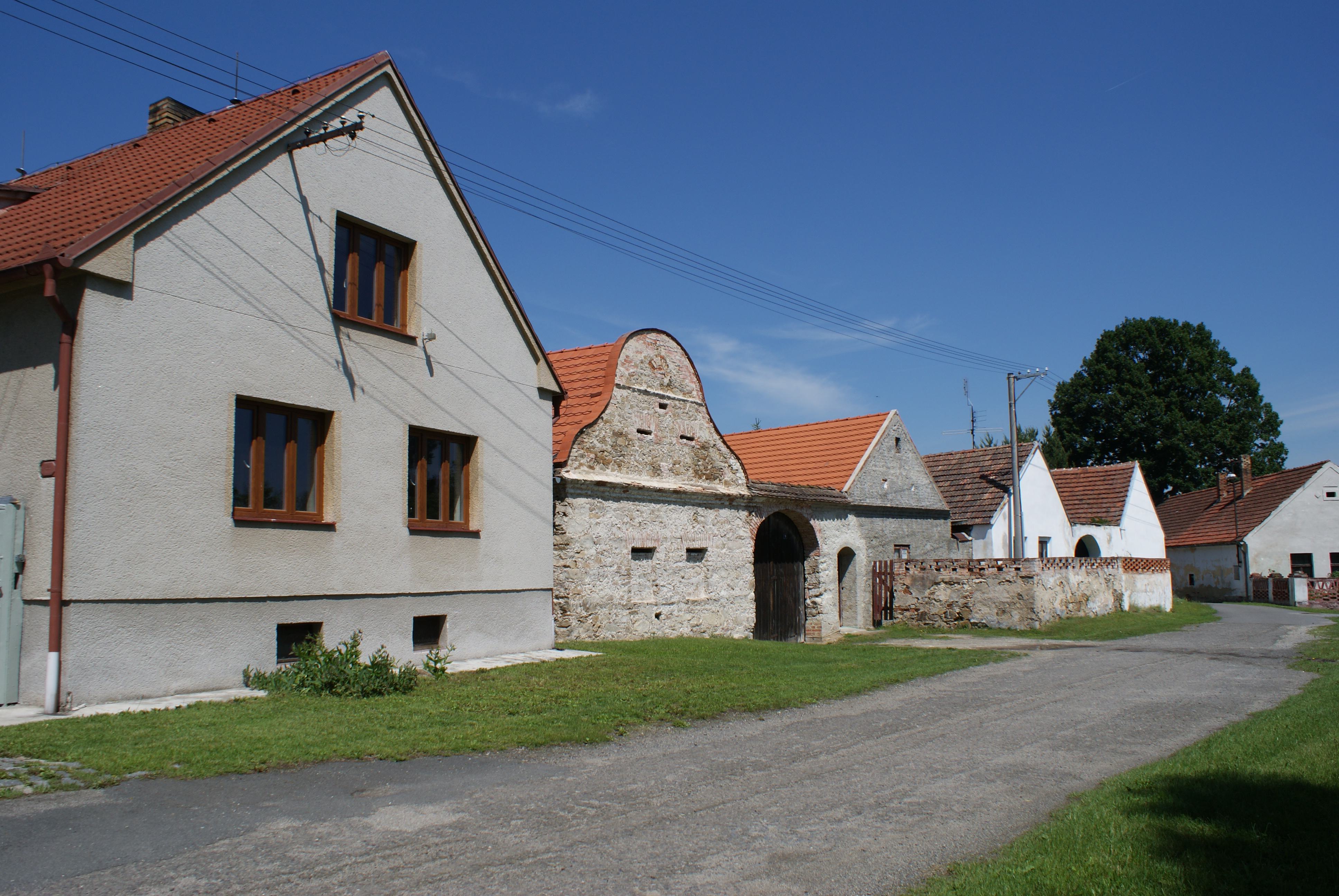
Architecture d'inspiration baroque.
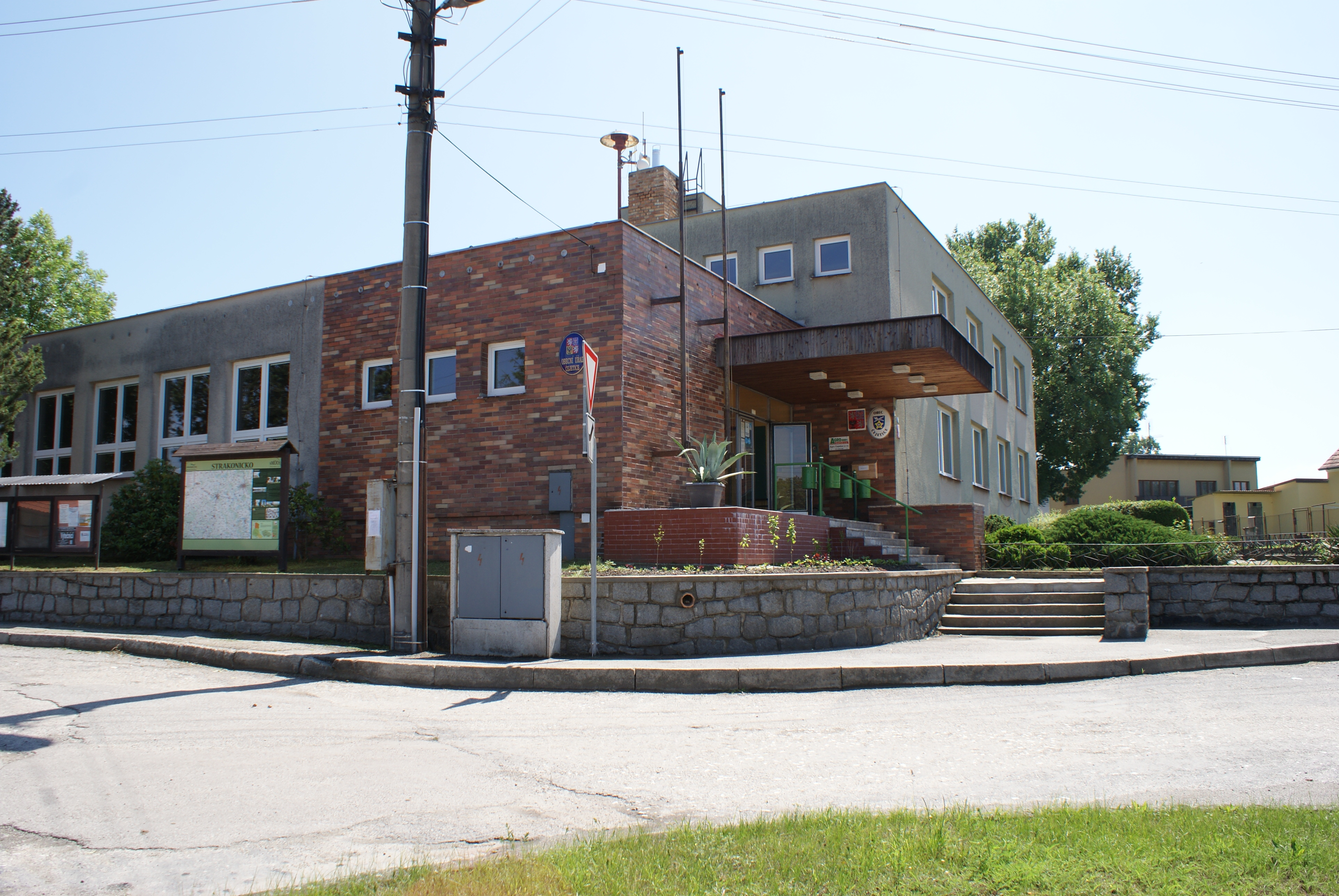
Čejetice : la mairie.